# Chironius bicarinatus
Chironius bicarinatus, conhecida popularmente também como cobra-cipó-verde ou caninana-verde, é uma espécie de cobra não-peçonhenta, de cor verde, com excelente camuflagem, que habita a América do Sul, na região da Mata Atlântica. Trata-se de um réptil da família Colubridae.
Se alimenta principalmente de pequenos lagartos, pássaros e pererecas. Pode chegar a medir 1,7 metros de comprimento, tem hábitos diurnos e é ovípara.